# Сэмвелл Тарли
Сэмвелл Тарли (англ. Samwell Tarly) — персонаж серии фэнтези-романов «Песнь Льда и Огня» американского писателя Джорджа Мартина. Является одним из центральных персонажей (ПОВ) серии, от лица которого ведётся часть глав романов. Появляется в книгах «Игра престолов» (1996), «Битва королей» (1998) и «Танец с драконами» (2011), а в книгах «Буря мечей» (2000), «Пир стервятников» (2005) и «Ветра зимы» является центральным персонажем.
В телесериале «Игра престолов» роль Сэмвелла Тарли играет английский актёр Джон Брэдли. В сериале Сэмвелл Тарли впервые появляется в первом сезоне в качестве второстепенного персонажа и является основным персонажем начиная со второго сезона.

## Роль в сюжете[3]

### Игра Престолов
Сэм выбрал Дозор, хотя понимал, что это точно такое же убийство, только отложенное во времени. Так бы и случилось, если бы не Джон Сноу, в первый же день взявший новичка под защиту. Джон стал лучшим другом Сэма, и, когда тот окончил обучение, добился, чтобы Тарли досрочно сделали братом Дозора и назначили помощником мейстера Эйемона. Сэмвел решил принести присягу вместе с Джоном в Зачарованном лесу и таким образом стал свидетелем находки упырей. Именно он заметил, что мертвецы убиты давно и явно подброшены к Стене, но его предупреждение осталось втуне.
Позже именно Сэм удержал Джона от дезертирства, сначала он попытался отговорить его, а затем послал ему вдогонку друзей.

### Битва Королей
Сэм входил в состав отряда Джиора Мормонта во время похода за Стену. Его обязанностью был уход за воронами и отправка донесений в Чёрный замок. Во время стоянки в Замке Крастера он попытался помочь Лилли и её будущему ребёнку и отправил её к Джону, но тот его не поддержал.

### Буря Мечей
Сэм пережил битву на Кулаке Первых Людей, но во время отступления выбился из сил. Он погиб бы, если бы Малыш Паул не вызвался нести его. Сэмвел, Паул и Гренн отстали, и на них напал Иной. Неожиданно для самого себя Сэм сумел убить его обсидиановым кинжалом, подарком Джона. После этого Гренн дал ему прозвище Смертоносный.
В Замке Крастера Сэмвел не смог бросить умирающего Джиора Мормонта. Он бы без сомнения погиб от руки мятежников, но его спасло чувство долга. Жены Крастера поручили ему вывести из замка Лилли и её ребёнка. Сэм сразу вышел из ступора и стал действовать.
По дороге к Стене они заблудились, и в заброшенной деревне на них напали упыри. Сэм сжег зомби Малыша Паула, а от остальных их спас Холодные Руки. Таинственный мертвец заключил с Сэмом сделку — он проводит их к Стене и покажет потайную дверь под Твердыней Ночи, а Сэмвел приведет к нему Брана и его спутников и никому не расскажет об этом.
Сэм вернулся в Чёрный замок вместе с отрядом Денниса Маллистера. Там он принял активное участие в выборах нового лорда-командующего. Благодаря его инициативе и хитрости новым командиром Дозора стал Джон Сноу. Так Сэмвел второй раз изменил судьбу своего друга.

### Пир стервятников и Танец с драконами
Опасаясь Мелисандры, Джон Сноу принял решение отправить мейстера Эйемона в Старомест. Сэму было поручено сопровождать его. После прибытия он должен был начать обучение в Цитадели. Вместе с ними отправилась Лилли и сын Манса Налетчика, Сэм планировал отправить её в Рогов Холм и выдать ребёнка за своего бастарда.
В пути старый мейстер заболел. В Браавосе Сэм потратил последние деньги на его лечение. Ситуацию усугубляло предательство Дареона. Все изменила новость о возрождении драконов. Эйемон послал Сэма в порт искать очевидцев. Во время поиска Сэм натыкается на двух бравосийцев, ищущих драки, но драку останавливает Арья Старк, объяснившись с обеими сторонами. Также она говорит Сэму, где найти сбежавшего Дареона. Сэм находит Дареона в указанном борделе и, когда тот заявляет, что покидает Дозор, избивает его. В драке Сэмвела сбросили в канал, но его спас летниец Ксондо, он же рассказал ему о драконах.
Сэм заключил с летнийцами сделку: он отдаёт им старинные книги, предназначенные для Цитадели, свой меч, все их имущество, кроме мейстерской цепи Эйемона и рога с Кулака Первых Людей, в пути он будет работать как простой матрос, а они доставят их в Старомест. На корабле он драил палубу и натирал её камнем до блеска, поднимал якорь, свертывал канаты, истреблял крыс, конопатил течи пузырящейся горячей смолой, чистил рыбу, резал зелень для кока и даже дрался с пиратами. За счёт тяжелой физической работы на корабле и летнийской пищи (фрукты и рыба) Сэм сумел немного похудеть.
В пути Эйемон умер. После тризны в его честь Сэм вступил в любовную связь с Лилли, хотя и переживал нарушение клятвы.
Прибыв в Старомест, он попытался добиться приёма у архимейстеров Цитадели, чтобы рассказать им о событиях на Стене, но был перехвачен Аллерасом и отведен к Марвину-Магу. На момент окончания саги находится в Староместе.

### Ветра зимы
Изначально глава Сэмвелла Тарли должна была присутствовать в книге «Танец с драконами», однако позднее она была перенесена в книгу «Ветра зимы».

## В экранизации
В телесериале «Игра престолов» роль Сэмвелл Тарли играет английский актёр Джон Брэдли.

#### Третий сезон
Сэм добирается до Чёрного замка раньше Джона Сноу.

#### Четвёртый сезон
В четвёртом сезоне Сэм рассказывает Джону Сноу о встрече с Браном (в отличие от книги). Также Сэм отвозит Лилли в Кротовый городок (во время нападения одичалых, лишь благодаря великодушию Игритт, Лилли с сыном остаются в живых).

#### Пятый сезон
В пятом сезоне Сэм выступает с речью об отваге Джона, но на этом его роль в выборах Лорда Командующего и ограничена. Позднее, когда Джон отправляется в Суровый Дом, Сэм произносит речь на похоронах умершего от старости мейстера Эймона, а Торне намекает Сэму, что все друзья покидают его. Позднее, когда несколько дозорных пытаются овладеть Лилли, Сэм отважно заступается за неё, и лишь вмешательство Призрака спасает Сэма от смерти от побоев. Позднее Лилли делит с ним ложе. Когда Джон возвращается, Сэм просит у него позволения отправиться в Старомест учиться на мейстера. Джон нехотя соглашается.

#### Шестой сезон
В 3 серии 6 сезона сообщил Лилли, что она с ребёнком отправится в Рогов Холм к его семье. Прибыл в Рогов Холм, где получил прохладный приём от своего отца. Ушёл из Рогова Холма вместе с Лилли и её ребёнком, взяв с собой фамильный меч своего отца Губитель Сердец, выкованный из валирийской стали. Прибыл в Старомест, где посетил библиотеку Цитадели.

#### Седьмой сезон
В 7 сезоне прибыл в Старомест, где тайком взял из тайной секции библиотеки книгу со сведениями о залежах драконьего стекла на Драконьем Камне. Исцелил Джораха от серой хвори. Разочаровавшись, покинул Цитадель Староместа вместе с Лилли и её сыном. В конце 7 сезона, прибыв в Винтерфелл, встретился с Браном; совместно они установили, кем на самом деле является Джон Сноу.

#### Восьмой сезон
На момент начала финального сезона Сэмвелл находится в Винтерфелле. Он присутствует на собрании лордов, которые предлагают выбрать короля 7 королевств Вестероса, где выносит предположение, что лордам не подобает выбирать короля — короля должен выбирать народ. Его наивность вызвала нескрываемую улыбку среди Лордов Вестероса. В конце сериала Сэм становится Великим мейстером.